# Gare de Dol-de-Bretagne
Gare de Dol-de-Bretagne vasútállomás Franciaországban, Dol-de-Bretagne településen.

## Vasútvonalak
Az állomást az alábbi vasútvonalak érintik:
- Rennes–Saint-Malo-vasútvonal
- Lison–Lamballe-vasútvonal

## Kapcsolódó állomások
A vasútállomáshoz az alábbi állomások vannak a legközelebb:
- Gare de Pontorson - Mont-Saint-Michel (Gare de Lison, Lison–Lamballe-vasútvonal)
- Gare de La Fresnais (Gare de Saint-Malo, Rennes–Saint-Malo-vasútvonal)
- Gare de Plerguer (Gare de Lamballe, Lison–Lamballe-vasútvonal)
- Gare de Bonnemain (Gare de Rennes, Rennes–Saint-Malo-vasútvonal)